# Charles Moss
Charles Moss (Ascot, 6 marzo 1882 – 25 luglio 1963) è stato un ciclista su strada britannico.

## Palmarès
- 1907

Bath Road Club 100 Time Trial (cronometro)
- 1908

Bath Road Club 100 Time Trial (cronometro)
- 1909

Bath Road Club 100 Time Trial (cronometro)
- 1910

Anfield 100 Time Trial (cronometro)
- 1911

Bath Road Club 100 Time Trial (cronometro)
Anfield 100 Time Trial (cronometro)
- 1912

Anfield 100 Time Trial (cronometro)

## Piazzamenti
- Giochi olimpici

Stoccolma 1912 - Corsa a squadre: 2°
Stoccolma 1912 - Corsa individuale: 18°